# Sterculia peruviana
Sterculia peruviana är en malvaväxtart som först beskrevs av D. Simpson, och fick sitt nu gällande namn av E. Taylor, L. Brako och J.L. Zarucchi. Sterculia peruviana ingår i släktet Sterculia och familjen malvaväxter. Inga underarter finns listade i Catalogue of Life.